# Arroyo Cambará
Der Arroyo Cambará ist ein Fluss in Uruguay.
Er entspringt auf dem Gebiet des Departamento Salto nordöstlich des Ortes Fernández. Von dort verläuft er in nordwestliche Richtung und mündet nordwestlich des Cerro Cambará bei Paso Contrabando als linksseitiger Nebenfluss in den Río Arapey.